# 콩고어 위키백과

콩고어 위키백과는 콩고어로 운영되는 위키백과 언어판이다. 2004년에 시작되었다. 기호는 kg이다.